# Klaaskreek
Klaaskreek est un ressort situé dans le district de Brokopondo, au Suriname. Il se trouve au nord-est de Brokopondo, la ville principale de Reinsdorp.
Au recensement de 2012, sa population était de 2 124 habitants.
En 2007, un centre de formation technique en agriculture biologique a été créé à Klaaskreek pour enseigner aux habitants à développer l'agriculture dans la région.